# Joe Lieberman
Joe Lieberman, właśc. Joseph Isadore Lieberman (ur. 24 lutego 1942 w Stamfordzie zm. 27 marca 2024 w Nowym Jorku) – amerykański polityk, demokrata, senator ze stanu Connecticut (wybrany w 1988 i ponownie w 1994 i 2000). W wyborach prezydenckich roku 2000 był kandydatem na wiceprezydenta Stanów Zjednoczonych wystawionym przez Partię Demokratyczną. Był pierwszym Amerykaninem pochodzenia żydowskiego wystawionym przez jedną z głównych partii jako kandydat na wiceprezydenta.

## Wczesne lata i edukacja
Jego rodzicami byli Henry Lieberman (3 kwietnia 1915 – 3 stycznia 1986), syn żydowskich emigrantów z Polski, i Marcia Manger (1 października 1914 – 25 czerwca 2005), o korzeniach żydowsko-austriackich. Liebermanowie posiadali Hamilton Liquor Store, zarządzanego przez małżonków do czasu odejścia Henry’ego na emeryturę w 1977. Joe miał dwie siostry: Riettę Miller i Ellen Lieberman.
Uczęszczał do Stamford High School, gdzie w 1960 został wybrany przewodniczącym uczniów swojego rocznika. Ukończył nauki polityczne i ekonomiczne (w 1964) oraz prawo (w 1967) na Uniwersytecie Yale. W czasie studiów prawniczych podróżował jako wolontariusz po południowych stanach, pomagając czarnym wyborcom w rejestracji.

### Rodzina
Swoją pierwszą żonę, Betty Haas, poznał jako student prawa w biurze ówczesnego senatora-demokraty z Connecticut Abrahama Ribicoffa. Pobrali się w 1965 i mieli dwójkę dzieci: Matta and Rebeccę. Rozwiedli się w 1981. Betty również była Żydówką.
Druga żona senatora, Hadassah Freilich, urodziła się 28 marca 1948 w obozie dla uchodźców w Pradze (jest więc naturalizowaną obywatelką amerykańska). Joe i Hadassah, również pochodzenia żydowskiego, pobrali się 20 marca 1983.

## Wczesna kariera
Po ukończeniu studiów pracował w firmie prawniczej z New Haven Wiggin & Dana LLP.
Lieberman został wybrany w 1970 do stanowego senatu, jako reformatorski demokrata, gdzie zasiadał 10 lat (1971-1981), w tym sześć lat jako lider większości. W 1980 przegrał wybory na stanowisko kongresmena federalnego z 3. okręgu stanu, pokonany przez innego stanowego senatora, republikanina Lawrence’a Josepha DeNardis.
W 1982 powrócił do polityki, zostając stanowym prokuratorem generalnym (Attorney General of Connecticut), którym był do 1988.

## Senator Stanów Zjednoczonych

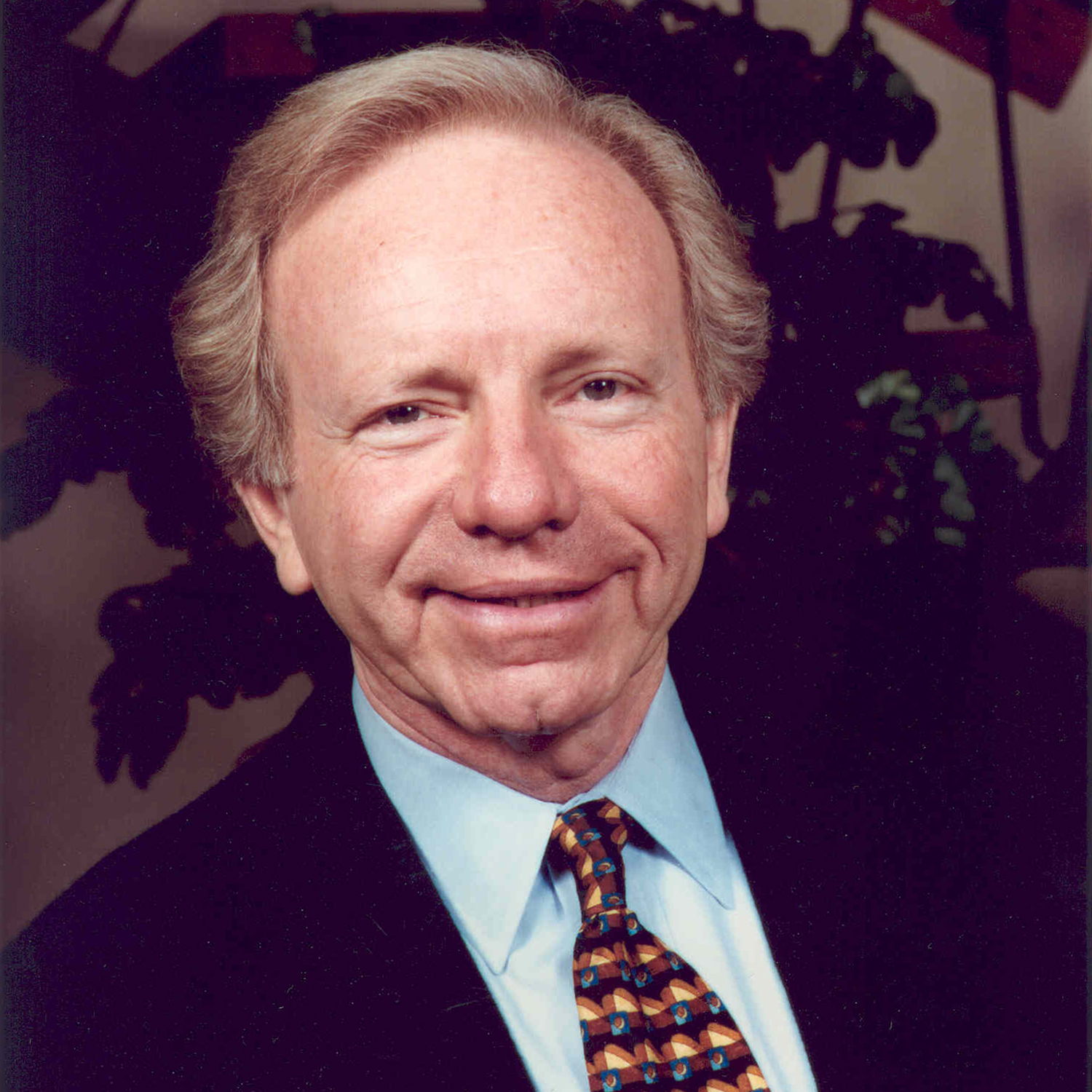
Inne oficjalne zdjęcie

W 1988 uzyskał nominację demokratów i pokonał urzędującego senatora, liberalnego republikanina Lowella P. Weickera Jr. Był młodszym senatorem (junior senator) tego stanu (jego kolega z ław senatu, demokrata Christopher Dodd, zasiada w nim od 1981).
Mimo względnie liberalnych, a w każdym razie nie konserwatywnych, poglądów Lieberman zaliczał się raczej do prawego skrzydła demokratów. Był uważany za jednego z tzw. demokratów tylko z nazwy. Popierał m.in. silnie politykę zagraniczną prezydenta George’a W. Busha, sprzeciwiał się preferencjom dla mniejszości rasowych, celem wyrównania dysproporcji (wszelkie preferencje z racji koloru skóry są niemoralne – twierdził), oraz, jako pierwszy demokratyczny senator, potępił publicznie prezydenta Billa Clintona za skandal z Monicą Lewinsky (choć, jak wszyscy demokraci, głosował przeciwko wnioskowi o impeachment).

## Kandydat na wiceprezydenta
W roku 2000 Al Gore (urzędujący wiceprezydent i kandydat demokratów na prezydenta) ogłosił, iż wybiera Liebermana jako swego kandydata na wiceprezydenta. W opinii wielu chodziło o to, aby bardziej prawicowe poglądy senatora i jego postawa w czasie impeachmentu Clintona zrównoważyły na liście.
Tandem Gore-Lieberman pokonał w głosowaniu powszechnym (o ponad pół miliona głosów) kandydatów republikańskich: gubernatora Teksasu George’a W. Busha i byłego sekretarza obrony Dicka Cheneya, ale przegrał minimalnie w kolegium elektorskim, mimo wielce dyskusyjnych wyborów na Florydzie.
Równocześnie z wyborami na wiceprezydenta Lieberman został ponownie wybrany na senatora (prawo amerykańskie dopuszcza taką możliwość wobec kandydatów na wiceprezydenta, ale nie prezydenta) największą przewagą głosów w historii Connecticut.

## Kandydat na prezydenta
Po rezygnacji Gore’a z ubiegania się o prezydenturę w 2004 Lieberman, który dotąd lojalnie oznajmiał, że nie będzie kandydował przeciwko swemu dawnemu szefowi, zgłosił swoją kandydaturę i, niejako ex officio, został początkowo faworytem do nominacji. Pozycję pierwszego w rankingach stracił jednak niedługo potem na rzecz byłego gubernatora Vermontu, Howarda Deana, nadal pozostając w ścisłej czołówce kandydatów w prawyborach. Nominację uzyskał jednak niespodziewanie, po serii zwycięstw w prawyborach, senator John Kerry z Massachusetts (sąsiedniego stanu Connecticut). Lieberman znalazł się ogólnie na piątym miejscu ze zmaganiach po Kerrym, senatorze Johnie Edwardsie z Karoliny Północnej (nominowanym potem na wiceprezydenta), Deanie i emerytowanym generale Wesleyu Clarku. Gore poparł publicznie Deana.

## Kariera od roku 2006
Po przegranej w prawyborach Partii Demokratycznej przeprowadzonych 7 sierpnia 2006 z Nedem Lamontem, Lieberman wygrał wybory jako kandydat niezależny, z ramienia utworzonej na potrzeby wyborów partii Connecticut for Lieberman. Po wyborach był członkiem demokratycznej większości w Senacie.
Republikański kandydat na prezydenta w 2008 roku senator John McCain szukając dla siebie tzw.„running mate”, czyli kandydata na wiceprezydenta, zastanawiał się nad Joe Liebermanem. Spotkało się to jednak z dużą krytyką wśród współpracowników McCaina. Ostatecznie senator McCain zdecydował się nominować ówczesną gubernator Alaski Sarę Palin. Tandem McCain-Palin przegrał wybory z senatorem Barackiem Obamą i Joe Bidenem.
W wyborach prezydenckich w 2008 popierał kandydata republikanów Johna McCaina, co spotkało się z dużą krytyką wielu demokratów, którzy po wyborach grozili wykluczeniem go z klubu demokratów lub przynajmniej pozbawieniem go przewodnictwa w komisji senackiej ds. bezpieczeństwa krajowego, zachował jednak to stanowisko. Ostatecznie „Atlantic” doniósł, że nie chce kandydować w 2012.

## Odznaczenia
- Order Zwycięstwa Świętego Jerzego – Gruzja, 2011[3]